# 佐々木眞一
佐々木 眞一（ささき しんいち、1946年12月18日 - ）は、日本の技術者、実業家。トヨタ自動車代表取締役副社長や、トヨタ東京自動車大学校理事長、名古屋グランパスエイト代表取締役社長を経て、首都高速道路取締役会長、日本科学技術連盟理事長、道路新産業開発機構会長。

## 人物・経歴
秋田県秋田市千秋中島町生まれ。秋田県立秋田工業高等学校ラグビー部出身の父眞平が、トヨタ自動車ラグビー部の選手となったため、小学校入学前に一家で愛知県豊田市に移住した。
1965年、愛知県立岡崎高等学校卒業。1970年に北海道大学工学部機械工学科卒業、トヨタ自動車工業（現トヨタ自動車）入社。長く品質管理を担当し、トヨタモーターマニュファクチャリングUK品質管理部長、堤工場品質管理部長等を経て、2001年に小野博信、金田新、白井芳夫、井川正治、高田坦史らとともに取締役昇格。2003年常務役員。2005年専務取締役、トヨタモーターヨーロッパ社長。2009年代表取締役副社長。2013年相談役・技監。
2013年から名古屋グランパスエイト代表取締役社長を務め入場者数の伸び悩みなどの問題への対応を行った。2014年日本科学技術連盟理事長。2015年名古屋グランパスエイト代表取締役副会長、トヨタ紡織監査役、中部品質管理協会会長。2016年トヨタ自動車顧問・技監、首都高速道路取締役会長。同年J2リーグ降格を受け引責辞任した久米一正に代わり名古屋グランパスエイト代表取締役社長に復帰。
品質管理の分野で著名で、ITSJapan会長、道路新産業開発機構会長、中部産業連盟理事、中部経済連合会副会長なども歴任した。郷里秋田への思いは強く、秋田の産業支援などにも携わった。2019年春の褒章で藍綬褒章を受章。2020年デミング賞本賞受賞。2023年中部品質管理協会相談役。

## 著書
- 『自工程完結』日本規格協会 2014年
- 『トヨタの自工程完結』ダイヤモンド社 2015年
- 『トヨタ公式ダンドリの教科書』ダイヤモンド社 2016年
- 『マンガでわかる！トヨタのJKK式PDCA』宝島社 2017年
- 『誰でもストーリーでわかる！トヨタの思考法』ダイヤモンド社 2018年